# گمینا ویدوخووا
گمینا ویدوخووا (به لهستانی:  Gmina Widuchowa) یک گمینا در لهستان است که در شهرستان گرفینو واقع شده‌است. گمینا ویدوخووا ۲۰۹٫۶۳ کیلومتر مربع مساحت و ۵٬۵۶۲ نفر جمعیت دارد.